# واکنش میکائلیس–آربوزوف
واکنش میکائلیس–آربوزوف (به انگلیسی: Michaelis–Arbuzov reaction) گونه‌ای از واکنش شیمیایی است که در آن یک تری آلکیل فسفیت با یک آلکیل هالید واکنش داده و یک فسفونات ایجاد می‌کند.
این واکنش توسط دو دانشمند به نام‌های آگوست میکائلیس و آلکساندر آربوزوف کشف شد.این واکنش برای تولید فسفونات‌ها، فسفینات‌ها و فسفین اکسید استفاده می‌شود.